# Historische Apotheke (Deutsches Museum)
Die Historische Apotheke im Deutschen Museum zu München ist ein Rekonstrukt aus Mobiliar und Inventar, das in den Jahren 1907 bis 1918 aus verschiedenen Apotheken gesammelt, wissenschaftlich aufbereitet und 1925 zur Offizin einer historischen Muster-Apotheke um die Mitte des 18. Jahrhunderts als Lehrbeispiel aufgebaut wurde. Unter anderem enthält sie über 100 Original-Standgefäße der Apotheke des Klosters St. Emmeram in Regensburg.

## Geschichte
Der erste Kurator der Chemie-Abteilung Dr. Armin Süßenguth, der 1906 ans Deutsche Museum kam, plante, die Sektion Chemie durch eine Abteilung Pharmazie zu erweitern. Hierzu hat das Museum in den folgenden Jahren eine umfangreiche Sammlung angelegt, für die 1914 eine passende historische Apothekeneinrichtung als Kulisse gesucht wurde. Nachdem diverse andere Möglichkeiten diskutiert und wieder verworfen wurden, kaufte das Deutsche Museum schließlich von Hans Rehm, Inhaber der Hofapotheke St. Emmeram in Regensburg, zusammen mit über 100 Original-Standgefäßen die Rokoko-Einrichtung der Klosterapotheke von 1736. Diese hatte die Hofapotheke größtenteils bei der Säkularisation des Klosters übernommen (ein anderer Teil ging über in die Sammlung Thurn und Taxis), und Rehm nutzte sie noch in seiner Materialkammer im Keller. Jedoch scheute das Museum die Aufbereitung der mit grüner Farbe übermalten Apothekenmöbel, lieh sie aus an das Schloss Aschaffenburg, wo sie nach aufwändiger Überrestaurierung in Rot-Gold in den Jahren 1972–2016 ausgestellt war. Nach der Rückgabe an das Deutsche Museum wurde sie dort nicht mehr verwendet, sondern ins Depot eingelagert, da zwischenzeitlich schon längst eine andere Lösung gefunden war.
Seit 1925 sind vom Museum selbst gebaute Möbel einer historischen Offizin, d. h. Schubladenschränke mit Regal-Aufsätzen sowie ein Rezepturtisch, zu sehen. Die 196 Schubladen weisen eine ungewöhnliche Bemalung mit Landschaftsmotiven auf, die für eine Rokoko-Offizin unüblich war. Der Kunstmaler Hermann Weber hat diese Malereien gefertigt nach Vorgaben des von Dr. Süßenguth beauftragten Architekten Franz Anton Zell; stilistisch sind sie der Kräuterkammer der Stern-Apotheke Nürnberg nachempfunden, die seinerzeit im Germanischen Nationalmuseum Nürnberg zu sehen war. Später haben Besucher diese Hintergründe missverstanden und die gesamte Präsentation für ein Rekonstrukt der Klosterapotheke von St. Emmeram gehalten.
Dr. Süßenguths Konzept war indes nicht die Rekonstruktion einer ausschließlich vom kunsthistorischen Standpunkt wertvollen historischen Apotheke. Im Vordergrund stand vielmehr der didaktische Sinn und Zweck, dem Besucher die Arbeitsweise eines Apothekers um 1750 nahezubringen. Er sollte die Vielfalt der Materialien und Gefäßtypen verstehen lernen, in denen Substanzen aus den  Drei Reichen der Natur aufbewahrt wurden, die einst Grundlage für alle vom Apotheker gefertigten Arzneien waren. Im Zuge dieses didaktischen Zwecks wurden die Schubläden zweisprachig auf Latein und Deutsch beschriftet, was historisch nicht korrekt ist, denn so hat keine echte Apotheke ihre Schubladen bezeichnet.

## Ausstattung

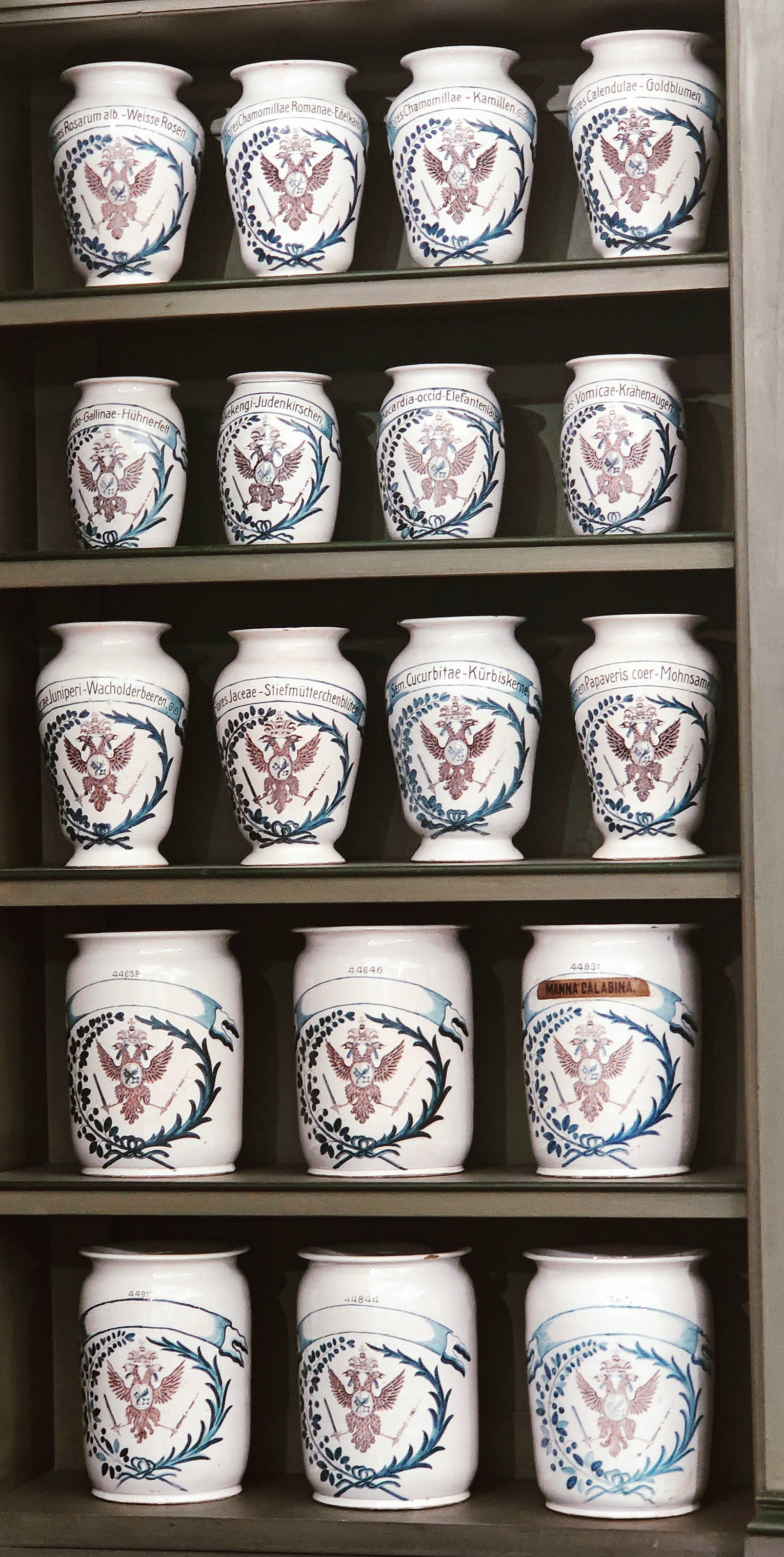
Fayence-Standgefäße mit dem Wappen des Reichsstifts St. Emmeram

Blickfang sind die über 100 Fayencen aus der Anfangsausstattung der Klosterapotheke St. Emmeram (um 1734–1740), die möglicherweise in Nürnberg gefertigt wurden. Sie tragen in ihrer Kartusche das Wappen des Reichsstifts: Gekrönter violetter Doppeladler mit Zepter und Schwert in seinen Fängen, darüber die Krone, umgeben von blauem Rankwerk.
Die übrigen Standgefäße wurden aus verschiedenen Apotheken zusammengetragen. Einige Beispiele:
- Albarelli des frühen 18. Jahrhunderts für Salben und dickflüssige Stoffe gibt es aus Spanien mit diagonaler Beschriftung in Blau-Weiß. Auch farbenfroh mit antikisierenden Motiven bemalte italienische Albarelli sind ausgestellt.
- Frühe Porzellangefäße aus der ehemaligen Kurfürstlichen Hofapotheke Bayern (Münchner Residenz) mit einer von Löwen gehaltenen und vom Fürstenhut bekrönten Kartusche fertigte die Porzellanmanufaktur Nymphenburg um 1760.
- Fayencen aus der Löwenapotheke Erfurt sind kaum von frühem Porzellan zu unterscheiden.
- Kalt bemalte Gläser aus der Elefantenapotheke Regensburg sind um 1770 zu datieren.
- Gläser mit ungewöhnlicher schwarzer Kartusche und Beschriftung sowie Umrahmung mit goldener Ranke stammen aus der Spitalapotheke zum Heiligen Geist Nürnberg Mitte des 18. Jahrhunderts.
- Über 250 Holzdosen des 18. Jahrhunderts (zum Teil mehrfache spätere Übermalungen freigelegt) stammen aus Apotheken in Wunsiedel, Eichstätt und Kloster Banz.

Standgefäße, deren Kartuschen leer waren, wurden teilweise vom Museum zweisprachig Latein / Deutsch neu beschriftet. Das ist – wie beim Nachbau des Mobiliars – nicht authentisch (s. o.), war aber seinerzeit aus dikdaktischen Gründen so gewollt.
Um die typischen Substanzen aus Pflanzen, Tieren und Mineralien, die in einer typischen Landapotheke im 18. Jahrhundert hergestellt wurden, zu dokumentieren, wurde ferner mit Hilfe der Innsbrucker Sammlung Winkler eine Mustersammlung von ca. 250 leeren Apothekengläsern aufgebaut, in die die passenden Drogen eingefüllt wurden – auch diese versehen mit zweisprachiger Beschriftung. Dabei werden auch heute so kurios anmutende tierische Substanzen wie Spanische Fliegen und getrocknete Kröten, die einst die Animalia aus den Drei Reichen der Natur repräsentierten, dem Besucher nahegebracht.
An Arbeitsgeräten, die ebenfalls aus zahlreichen Apotheken zusammengetragen wurden, sind ein 90 kg schwerer Mörser aus der Marienapotheke Augsburg, ein Steinmörser aus der Elefantenapotheke Regensburg, ein Waagenständer aus Nürnberg, ein Pillenvergolder aus der Klosterapotheke Andechs und einige Gerätschaften aus der Innsbrucker Sammlung Winkler hervorzuheben.
Vor dem Zweiten Weltkrieg waren auch Fertigarzneien in der Apotheke ausgestellt, die man jedoch in den 1950er Jahren entfernte, um die historische Inszenierung um 1750 konsistent wiederherzustellen. Fertigarzneien sind heute im Rahmen des Ausstellungsbereichs „Pharmazie“ zu sehen, der 2016 im Rahmen der Generalsanierung des Deutschen Museums geschlossen und in veränderter Form (als Teil der Ausstellung „Mensch und Umwelt / Abteilung Gesundheit – Von Kopf bis Fuß“) im Juli 2022 wiedereröffnet wurde.

## Deckengemälde
Das Deckengemälde Die Heilkunst schuf der Münchner Maler Waldemar Kolmsperger der Ältere 1922 im Auftrag des Deutschen Museums in Secco-Technik. Dargestellt in dem symbolträchtigen Gemälde sind Asklepios, Gott der Heilkunst, mit dem Äskulapstab, seine Tochter Hygieia, Göttin der Gesundheit, mit Schale und Schlange zusammen mit dem legendären Einhorn.